# Unt de arahide
Untul de arahide este o pastă preparată din arahide uscate, prăjite, iar apoi măcinate și transformate în unt. În general conține ingrediente adiționale care modifică textura și gustul, cum ar fi sare, îndulcitori sau emulgatori. Untul de arahide este consumat în multe țări. Statele Unite ale Americii este principalul exportator de unt de arahide și unul dintre cei mai mari consumatori de unt de arahide anual pe cap de locuitor.

## Istoric
Metoda modernă de preparare a untului de arahide a fost creată în secolul al XVIII-lea, în Statele Unite ale Americii.

## Sănătate

### Valori nutriționale
În 100 de grame de unt de arahide se află aproximativ 800 de calorii.

### Contraindicații
Persoanele cu alergie la arahide pot experimenta simptome cum ar fi:
- erupție cutanată
- urticarie
- greață și vomă
- anafilaxie, care poate fi letală

Academia Americană de Pediatrie a recomandat în anul 2001 evitarea arahidelor, și implicit a untului de arahide, la copiii de sub 3 ani.